# Figma
Figma is een web gebaseerde applicatie voor interfaceontwerp en prototyping. Het wordt gebruikt voor het ontwerpen van gebruikersinterfaces (UI) en gebruikerservaringen (UX), evenals voor het maken van prototypes, wireframes en grafische ontwerpen. Het staat bekend om zijn collaboratieve functies, waarmee meerdere gebruikers gelijktijdig aan hetzelfde ontwerp kunnen werken.

## Geschiedenis
Figma werd in 2012 opgericht door Dylan Field en Evan Wallace. De applicatie werd in 2016 gelanceerd en is sindsdien uitgegroeid tot een van de populairste ontwerpsoftwaretools voor teams in technologie, design en productontwikkeling. De oprichters wilden een ontwerptool creëren die eenvoudiger te gebruiken was en dat gelijktijdige samenwerking mogelijk maakte, wat destijds moeilijk te realiseren was met traditionele software zoals Adobe Illustrator of Sketch.

## Toepassingen
Figma wordt voornamelijk gebruikt voor het ontwerpen van digitale producten, zoals mobiele apps, websites en software-interfaces. Het wordt veel gebruikt door UX/UI-ontwerpers, productteams, en developers om ontwerpen te maken, prototypen te testen, en samenwerking te verbeteren tussen verschillende afdelingen.

## Overnames

### Poging tot overname door Adobe
In 2022 kondigde Adobe aan dat het Figma zou overnemen voor ongeveer 20 miljard dollar. De overname werd gezien als een belangrijke stap in Adobe's strategie om zijn suite van ontwerptools te versterken, en om het concurrentievoordeel van Figma in de collaboratieve ontwerpsoftwaremarkt te benutten.
Echter, na intensieve onderzoeken door regelgevende instanties in de Verenigde Staten en de Europese Unie, besloten Adobe en Figma op 18 december 2023 gezamenlijk om de overname te beëindigen. De belangrijkste reden hiervoor was het ontbreken van een duidelijke weg naar goedkeuring door de Europese Commissie en de Britse Competition and Markets Authority. Als onderdeel van de overeenkomst betaalde Adobe een beëindigingsvergoeding van 1 miljard Amerikaanse dollar aan Figma.

### Eigen overnames
Figma heeft 2 organisaties overgenomen. Hun meest recente overname was Diagram op 21 juni 2023.